# 境町茶生産組合
境町茶生産組合（さかいまち　ちゃせいさんくみあい）は茨城県猿島郡境町の茶生産者の組合である。

## 概要
境町茶生産組合は猿島郡境町の茶生産者の組合であるが、上部組織である茨城県茶生産組合連合会の「境支部」にもなっている。組合員数は16生産者となっている。生産されている茶はさしま茶と呼ばれ、深蒸し製法が一般的となっている。

## 所在地
- 〒306-0495
- 茨城県猿島郡境町391-1　境町役場農政商工課内